# ウォルター・ウルフ・レーシング
ウォルター・ウルフ・レーシング（Walter Wolf Racing）は、カナダの石油王ウォルター・ウルフが1976年にフランク・ウィリアムズ・レーシングカーズへの資金面のスポンサーとしてF1に参入し、翌1977年から同チームを買収して、コンストラクターとしてF1に参戦したチームおよびコンストラクターである。チーム監督はピーター・ウォー。

## 歴史
1976年に、ウォルター・ウルフはフランク・ウィリアムズのチームに出資していたが、チームの権限がほとんどウルフのものとなり、1977年にウィリアムズはチームを離脱して新たにウィリアムズ・グランプリ・エンジニアリングを設立した。結果的にウィリアムズの持っていた設備等を継承する形で、ウォルター・ウルフ・レーシングが誕生した。
ウルフは豊富な資金力を活用し、ドライバーにジョディー・シェクター、デザイナーにハーベイ・ポスルスウェイトを迎えた。ポスルスウェイトによって設計されたウルフ・チーム初のF1マシンであるWR1は、コスワースDFVエンジンを搭載してデビュー戦のアルゼンチンGPで優勝という偉業を成し遂げた。同年のモナコ、カナダでもシェクターは優勝し、ドライバーズランキングで2位の成績を残した。また1台体制にもかかわらず、チームはコンストラクターズランキングで4位となり、高い競争力を持つことを示した。
翌1978年もシェクターを擁してたびたび表彰台に上ったが、勝利を記録することはなかった。1979年にはシェクターがフェラーリに移籍してしまい、またポスルスウェイトのマシンも競争力が低下してしまったため、ウルフは参戦を続ける意欲を失ってしまった。チームは同じく1台体制だったフィッティパルディ（コンストラクター名はコパスカー）に吸収合併され、コパスカーが2台体制となる形で消滅した。

### 日本でのスポンサー活動
1979年の全日本F2選手権に参戦する桑島正美を支援し、同シリーズ最終戦でスポット参戦したケケ・ロズベルグもウォルターウルフカラーのマーチ・792で参戦。ロズベルグは3位表彰台を獲得した。
1984年、全日本F2選手権では萩原光のスポンサーとなり、萩原がウォルターウルフカラーのマーチ・BMWでフル参戦した。
1985年から1987年まで、国内オートバイレースの全日本ロードレース選手権最高峰クラス・500ccへ参戦する水谷勝（スズキ）のメインスポンサーとなった。水谷はヤマハの平忠彦とチャンピオン争いを展開。スズキからはウォルターウルフカラーのスクーターやオートバイが市販された。
濃紺地に金色のポイントをあしらったウルフカラーは自動車模型ファンなどの間で人気が高い。東京都港区南青山のプラザ246ビルには「ウォルター・ウルフ公認ショップ」が存在した。なお同地には閉店後数店舗を経て、1980年代にはハーゲンダッツの1号店となった。

## 変遷表
| 年     | エントリー名                                                        | 車体型番            | タイヤ | エンジン    | 燃料・オイル        | ドライバー                                               | ランキング | 優勝数 |
| ------ | ------------------------------------------------------------------- | ------------------- | ------ | ----------- | ------------------- | -------------------------------------------------------- | ---------- | ------ |
| 1977年 | ウォルター・ウルフ・レーシング                                      | WR1,WR2,WR3         | G      | フォードDFV | カストロール,フィナ | ジョディ・シェクター                                     | 4位        | 3      |
| 1978年 | ウォルター・ウルフ・レーシング * Theodore Racing Hong Kong(WR3,WR4) | WR1,WR3,WR4,WR5,WR6 | G      | フォードDFV | カストロール,フィナ | ジョディ・シェクター ケケ・ロズベルグ ボビー・レイホール | 5位        | 0      |
| 1979年 | オリンパス・カメラ・ウルフ・レーシング                              | WR7,WR8,WR9         | G      | フォードDFV | テキサコ            | ジェームス・ハント ケケ・ロズベルグ                      | -          | 0      |

*枝がついているチームに車体を供給（括弧内に供給した車体の型番を記載）

*斜体になっているドライバーはスポット参戦など

## ウルフ・カウンタック
詳細は「ウルフ・イオタ」を参照
詳細は「ウルフ・カウンタック」を参照